# Програма 2000
«Програма 2000» (Agenda 2000) — програма дій Європейського Союзу з огляду на розширення, головна мета якої — реформування політик Союзу (головним чином, сільськогосподарської та структурної) і визначення фінансової перспективи на період 2000 — 2006 рр. Глави держав та урядів ухвалили «Програму 2000» в березні 1999 року на Берлінському саміті.